# 미일 화친 조약

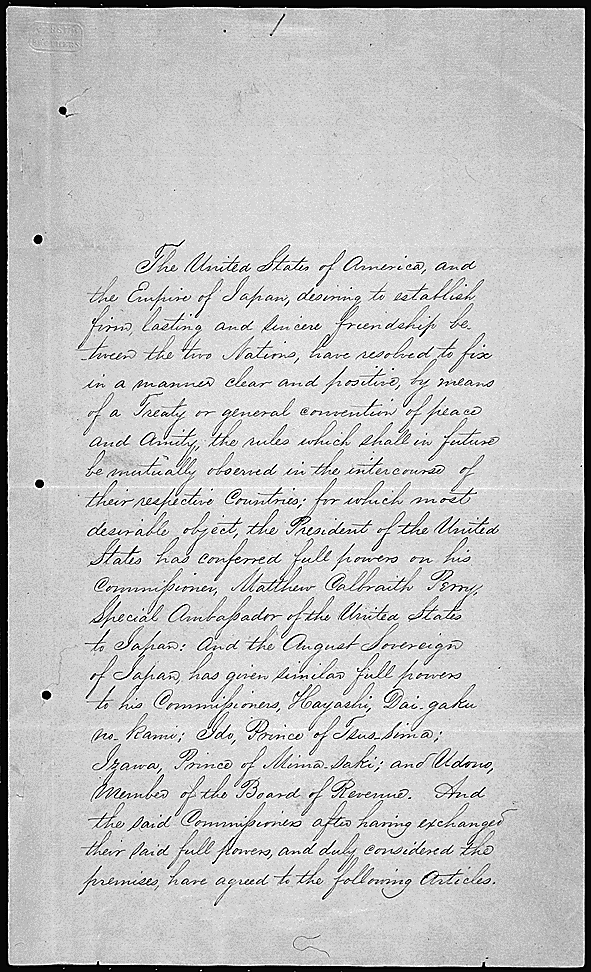
미일 화친 조약 문서

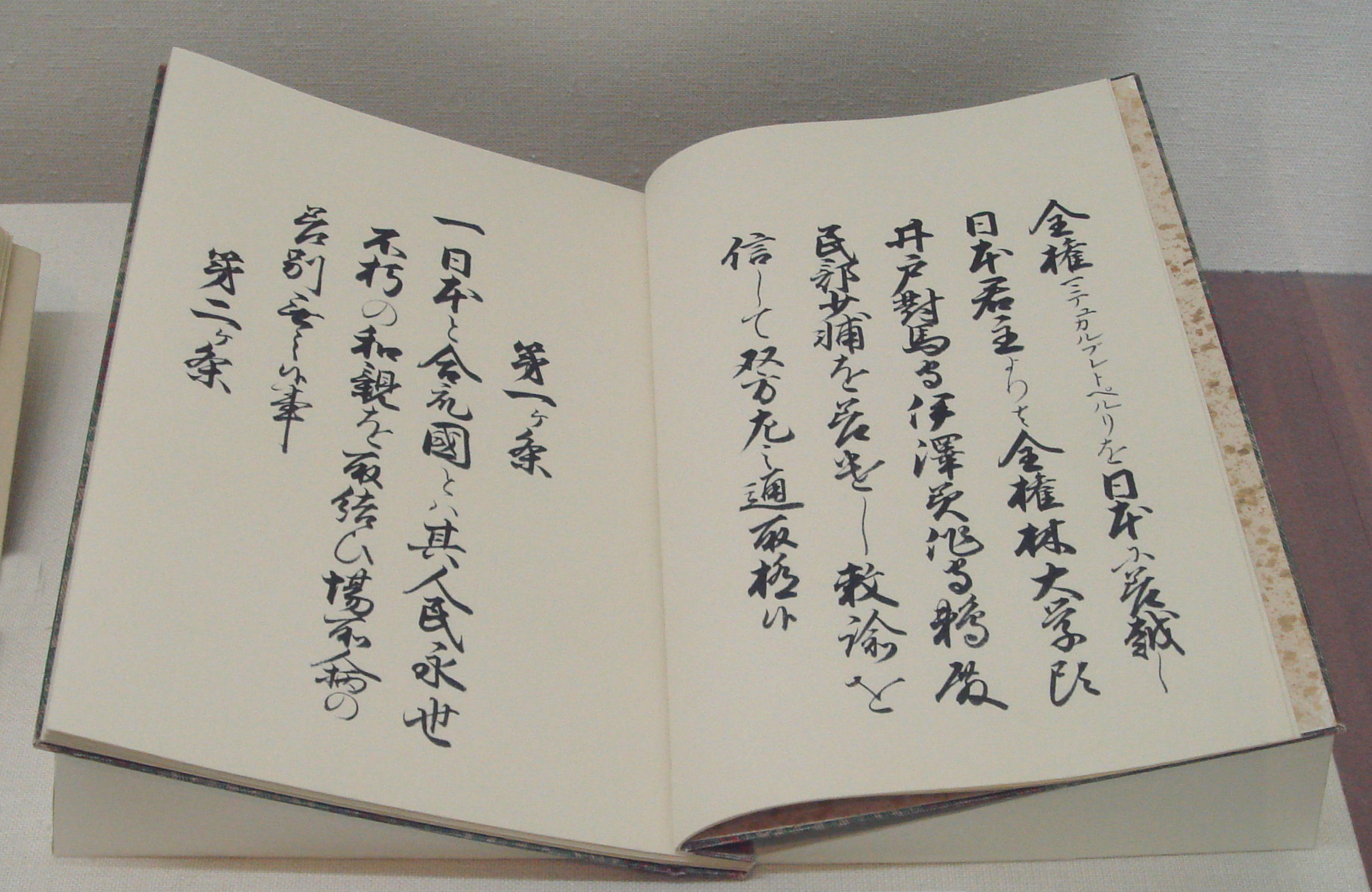
미일 화친 조약 문서2

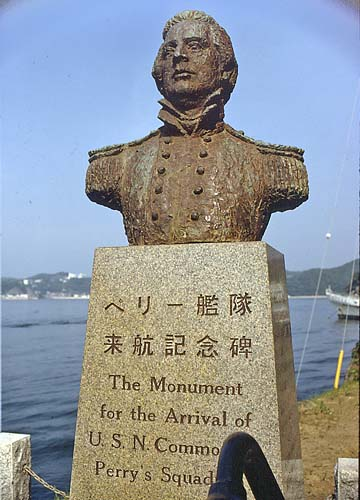
시모다에 있는 매튜 C. 페리의 흉상

미일 화친 조약(美日和親條約, 영어: Japan-US Treaty of Peace and Amity, 일본어: 日米和親条約) 또는 가나가와 조약(일본어: 神奈川条約, 영어: Convention of Kanagawa 또는 Kanagawa Treaty)은 1854년 3월 31일 미국 해군의 매튜 C. 페리와 에도 막부 전권대신 하야시 후쿠사이와 체결한 조약이다. 조약은 몇몇 구역 개항을 포함하였는데, 오늘날 시모다시와 하코다테는 이때 개항했었다. 미국 선박 안전을 보장하라는 페리 함대에 굴복한 일본이 맺은 조약이었으므로 불평등 조약일 수밖에 없었지만, 일본이 200년간 유지했던 쇄국의 문을 열게 된 계기였다.
사실 페리는 막부의 행정관들이 아닌 일본의 수장과 담판 짓겠다는 태도를 고수했지만, 당시 일본은 쇼군 도쿠가와 이에요시가 실권자였으므로, 그는 쇼군을 비롯한 대표자와 협상 맺기로 합의한다. 하지만, 가나가와 조약으로 말미암아 이후 미국과의 수교가 맺어지자 러시아, 프랑스, 영국 등이 일본 열도에 본격적으로 다가서기 시작하였다. 또한 막부에 대한 불만으로 1860년 막부에서 내분이 일어나기도 하였으며, 천황에게 실권이 다시 집중됨에 따라 1868년 신정부의 존왕양이에 의해 막부는 도막당하게 되어 완전히 사그라든다.
조약이 체결된 협정 장소는 가나가와현 요코하마에 남아있다.

## 일본의 쇄국
17세기 초부터 에도 막부는 외부의 영향을 차단하기 위해 쇄국 정책을 시행했다. 외국과의 무역은 네덜란드와 중국에만 제한되었으며, 나가사키에서 정부의 엄격한 독점 하에 이루어졌다. 이러한 쇄국 정책은 당시 국내 평화, 사회적 안정, 상업적 발전, 그리고 문해율의 확대와 밀접하게 연관되어 있다. 쇄국 정책에는 크게 다음의 두 가지 주요 목적이 있었던 것으로 여겨진다.
1. 기독교 확산 억제: 17세기 초까지 가톨릭교는 전 세계적으로 확산되고 있었다. 에도 막부는 서구 열강과의 교역이 일본 내부의 불안을 더욱 가중시킬 것을 우려했다. 이에 따라 외국인을 추방하고 국제적 여행을 금지했다.[4][5]
2. 다이묘 세력 억제: 막부는 외국 무역과 그로 인해 축적되는 부가 강력한 다이묘의 등장을 초래해 도쿠가와 가문을 위협할 것을 두려워했다. 특히 아편 전쟁 동안 중국이 겪은 혼란을 목격한 후 이러한 우려는 더욱 커졌다.[6][3]

19세기 초에 이르러 이러한 쇄국 정책은 점점 도전에 직면하게 되었다. 1844년, 네덜란드의 국왕 빌럼 2세는 일본에 서신을 보내 외부 강제에 앞서 스스로 쇄국 정책을 끝낼 것을 촉구했다. 1846년, 제임스 비들 제독이 이끄는 미국의 공식 원정대가 일본에 도착해 무역 항구 개방을 요청했으나, 결국 철수해야 했다.

## 페리 원정
1853년, 미국 대통령 밀러드 필모어의 명령에 따라 미 해군 제독 매튜 C. 페리가 함대를 이끌고 일본으로 파견되었다. 이는 필요 시 포함 외교(gunboat diplomacy)를 통해 일본 항구를 미국 무역에 개방시키기 위한 목적이었다. 필모어 대통령의 서한에는 일본과의 무역을 통해 캘리포니아에서 채굴한 금과 같은 미국 상품의 수출 시장을 열고, 미국 선박이 일본 항구에서 연료를 보급할 수 있도록 하며, 일본 해안에서 난파된 미국 선원들에게 보호와 인도적인 대우를 보장받기를 원한다는 내용이 담겨 있었다.
미국과 중국 간의 상업 확대, 일본 연안에서 활동하는 미국 포경선들, 그리고 아시아에서 영국과 프랑스가 잠재적인 석탄 보급 기지를 독점하려는 움직임은 이러한 결정의 배경이 되었다. 또한, 미국은 서구 문명 및 기독교를 "후진적"이라고 여겨진 아시아 국가들에 전파하려는 소위 명백한 운명(manifest destiny)이라는 동기를 가지고 있었다.
일본의 관점에서, 외국 군함들과의 접촉이 증가하고 서구와 일본 사이의 군사력 격차가 커지는 상황은 점차 우려를 불러일으켰다. 일본은 나가사키 데지마의 네덜란드 상인을 통해 수집한 정보를 통해 세계 정세를 파악하고 있었으며, 네덜란드로부터 페리의 항해 계획을 사전에 경고받았다. 또한, 아편 전쟁으로 인해 중국에서 벌어진 사건들을 고려하며 일본의 경제적, 정치적 주권을 지키기 위해 이 잠재적 위협에 어떻게 대응해야 할지에 대해 내부적으로 많은 논쟁이 이루어졌다.
1853년 7월 8일, 페리 제독은 네 척의 군함을 이끌고 에도만 입구 우라가에 도착했다. 그는 외국과의 접촉을 위해 지정된 항구였던 나가사키로 이동하라는 일본의 요구를 노골적으로 거부했다. 대신 에도(현 도쿄)로 직접 진군해 필요시 이를 불태워버리겠다고 위협한 후, 7월 14일에 가까운 구리하마에 상륙해 필모어 대통령의 서신을 전달할 수 있었다. 페리는 자신의 일기에서 이러한 거부가 의도적이었음을 밝혔다. 그는 "이 귀인들에게 내가 그들의 퇴거 명령을 얼마나 무시했는지를 보여주기 위해, 함선에 올라타자마자 즉시 모든 함대를 출발시키라고 명령했다. 만을 떠나기 위해서가 아니라… 더 상류로 올라가기 위해서였다… 이는 일본 정부의 자존심과 자만심에 강한 영향을 미쳐서, 대통령 서신을 더 유리한 관점에서 고려하게 만들 것이다"라고 적었다.
페리는 우라가에서 상륙을 거부한 데 그치지 않고 일본 측의 한계를 계속 시험했다. 그는 함대에 에도만을 측량하라고 명령했고, 이로 인해 칼을 든 일본 관리들과 총을 든 미국인들 간의 대치 상황이 벌어졌다. 페리는 물에 대포를 발사해 군사력을 과시하며 일본 측에 두려움과 경외감을 동시에 심어주었다. 이는 일본의 페리 및 미국에 대한 인식을 "공포와 무시"로 규정하는 데 영향을 미쳤다.
페리의 서신은 일본 막부 내부에서 격렬한 논쟁을 일으켰다. 쇄국 정책에 대한 오랜 논쟁에도 불구하고, 전대미문의 상황에 대한 대응은 쉽지 않았다. 페리가 떠난 지 며칠 후, 당시 쇼군 도쿠가와 이에요시가 사망했고, 병약한 아들 도쿠가와 이에사다가 그의 뒤를 이었다. 실질적인 정무는 노중 회의를 이끌던 아베 마사히로가 맡게 되었다. 아베는 군사력으로 미국의 요구를 저지하는 것이 불가능하다고 느꼈지만, 자신의 권한만으로 결정을 내리는 것에 망설였다. 이를 정당화하기 위해, 그는 다이묘들에게 의견을 묻는 이례적인 조치를 취했다. 이는 막부 역사상 처음으로 의사결정을 공론화한 사례였고, 결국 예상치 못한 결과로 막부를 약하고 우유부단한 기관으로 보이게 하였다.
다이묘들로부터 받은 회신은 총 61개가 그 내용이 알려져있는데, 19명은은 미국의 요구를 수용해야 한다고 주장했고, 19명은 반대했다. 나머지 답변은 14명이 전쟁 가능성에 대한 우려를 표명했고, 7명이 임시로 양보할 것을 제안했으며, 2명은 결정에 따르겠다고 답했다.
1854년 2월 11일, 페리 제독은 이전보다 더 큰 8척의 군함을 이끌고 일본에 재방문했다. 그는 조약이 체결될 때까지 떠나지 않을 것임을 분명히 했다. 페리는 낮은 지위의 관리들과 접촉하지 않고, 무력 사용을 암시하며, 항구를 측량하고, 지정된 협상 장소에서 만남을 거부하는 등 철저히 상황을 미국에 유리하게 이끌었다. 협상은 3월 8일에 시작되어 약 한 달 동안 진행되었다. 페리 도착 시 양측은 각자의 "공연"을 준비했다. 미국 측은 기술 시연을 선보였고, 일본 측은 스모 경기를 개최했다. 새로운 기술에 일본인들은 감탄했으나, 페리는 스모 경기에서 깊은 인상을 받지 못했다. 그는 이를 어리석고 천박한 행위로 간주하며, "이 역겨운 공연은 스물다섯 명 모두가 짝을 지어 자신들의 엄청난 힘과 야만적인 본성을 보여줄 때까지 끝나지 않았다"고 기록했다.
일본 측은 대부분의 요구를 수용했지만, 이전에 미국이 중국과 맺은 조약을 모델로 한 상업 협정만은 추후로 연기하는 데 합의했다. 가장 큰 논쟁은 개항 항구의 선택 문제였다. 페리는 나가사키를 단호히 거부했다.
조약은 영어, 네덜란드어, 중국어, 일본어로 작성되었으며, 1854년 3월 31일 현재 요코하마 역사자료관 인근 카이코 히로바(개항 광장)로 알려진 장소에서 체결되었다. 조약 서명 기념 행사에서는 일본 측이 가부키 공연을, 미국 측이 군악대 음악과 블랙페이스 민스트럴쇼를 선보였다.(pp. 32–33)

## 조약의 내용

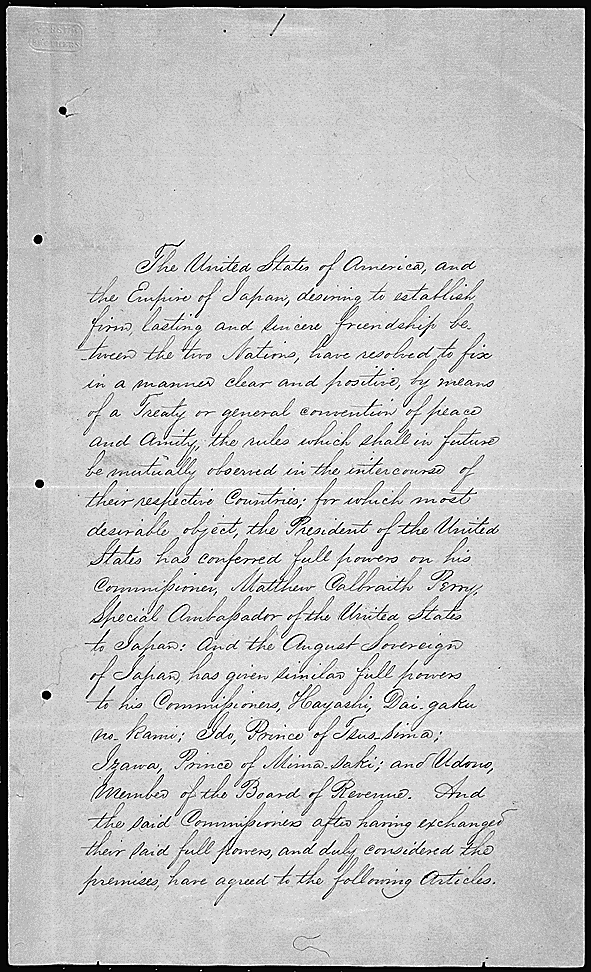
미일 화친 조약의 원문

미일 화친 조약(가나가와 조약)은 총 12개의 조항으로 구성되어 있다.
| 조항   | 요약                                                                            |
| ------ | ------------------------------------------------------------------------------- |
| § I    | 미국과 일본 제국 간의 상호 평화 보장                                            |
| § II   | 시모다와 하코다테 항구 개항                                                     |
| § III  | 난파된 미국 선원에 대한 구호 제공                                               |
| § IV   | 난파된 선원을 감금하거나 학대하지 않을 것                                       |
| § V    | 조약 항구 내 외국 거주자의 자유로운 이동 보장(일부 제한 조건 있음)              |
| § VI   | 무역 거래 허용                                                                  |
| § VII  | 무역 거래를 위한 통화 교환 허용                                                 |
| § VIII | 미국 선박에 대한 보급은 일본 정부의 독점 권한으로 수행                          |
| § IX   | 일본이 다른 외국 정부와 협상한 유리한 조건을 미국에 동일하게 제공 (최혜국 대우) |
| § X    | 시모다와 하코다테를 제외한 다른 항구의 사용 금지                                |
| § XI   | 시모다에 미국 영사관 설치                                                       |
| § XII  | 조약 체결 후 18개월 이내에 비준                                                 |

당시 일본의 실질적인 통치자는 쇼군 도쿠가와 이에사다였으며, 일본 천황이 외국인과 어떤 방식으로든 교류하는 것은 상상할 수 없는 일이었다. 페리는 전권대사 하야시 아키라(林韑)가 이끄는 막부 대표들과 조약을 체결했으며, 이후 고메이 천황의 마지못한 승인을 받았다. 조약은 1855년 2월 21일에 비준되었다.

## 결과 및 영향
단기적으로, 미국은 페리가 일본의 쇄국정책을 깨고, 미국 시민 보호 및 향후 상업 협정 체결의 기반을 마련했기 때문에 조약에 만족했다. 반면 일본은 강제로 무역을 시작해야 했으며, 이를 수치스럽게 여기는 시각도 많았다. 도쿠가와 막부는 이 조약이 실제로 쇼군이나 막부의 원로인 노중들에 의해 서명되지 않았음을 지적하며, 적어도 즉각적인 군사 충돌을 피했다는 점에서 방어적인 입장을 유지했다.
대외적으로, 이 조약은 1858년 미국과 일본 간 체결된 미일 수호 통상 조약으로 이어졌다. 이 조약은 외국인 거류지 설치, 외국인 치외법권 인정, 외국 상품에 대한 최소 수입세 도입을 허용했다. 일본은 이 시기 아시아와 서구 간 관계를 특징짓는 불평등 조약 체제에 불만을 품었다. 미국과의 화친 조약 체결은 이후 영국(1854년 10월 영일 화친 조약), 러시아(1855년 2월 7일 러일 화친 조약), 프랑스(1858년 10월 9일 불일수호통상조약)와의 유사한 조약 체결로 이어졌다.
내부적으로는, 군사 활동에 대한 기존의 제한을 중단하기로 한 결정은 각 번(藩)의 재무장으로 이어져 막부의 권위를 더욱 약화시켰다. 외교 정책에 대한 불만과 외세에 대한 막부의 유화적 태도에 대한 대중적 분노는 천황을 받들고 외세를 물리치자는 존왕양이(尊王攘夷)의 촉매제가 되었으며, 정치 권력이 에도에서 교토의 황실로 다시 이동하는 계기를 마련했다. 고메이 천황의 조약 반대는 막부를 전복하려는 도막운동에 힘을 실어주었고, 궁극적으로 일본의 전 영역에 걸쳐 영향을 미친 메이지 유신으로 이어졌다. 이 시기 이후 일본은 외국과의 무역이 증가하고, 군사력이 강화되었으며, 경제와 기술 발전의 기틀을 마련했다. 당시 일본의 서구화는 방어적 조치였지만, 이후 현대화와 일본 전통 사이에서 균형을 찾았다는 평가를 받는.

## 같이 보기
- 미일 수호 통상 조약
- 흑선 내항
- 막말의 통화 문제

## 참고 문헌
- Arnold, Bruce Makoto (2005). 《Diplomacy Far Removed: A Reinterpretation of the U.S. Decision to Open Diplomatic Relations with Japan》 (학위논문). University of Arizona.
- Auslin, Michael R., Negotiating with Imperialism: The Unequal Treaties and the Culture of Japanese Diplomacy. Cambridge: Harvard University Press, 2004. ISBN 978-0-674-01521-0; OCLC 56493769
- Beasley, William G (1972). 《The Meiji Restoration》. Stanford University Press. ISBN 978-0804708159.
- Cullen, L. M., A History of Japan, 1582–1941: Internal and External Worlds. Cambridge: Cambridge University Press, 2003. ISBN 0-521-52918-2
- Edström, Bert, The Japanese and Europe: Images and Perceptions. London: Routledge, 2000. ISBN 978-1-873410-86-8
- Hall, John Whitney (1991). 《Japan: From Prehistory to Modern Times》. University of Michigan. ISBN 978-0939512546.
- Kitahara, M., "Popular Culture in Japan: A Psychoanalytic Interpretation," The Journal of Popular Culture, XVII, 1983.
- Kitahara, Michio (March 1986). “Commodore Perry and the Japanese: A Study in the Dramaturgy of Power”. 《Symbolic Interaction》 (영어) 9 (1): 53–65. doi:10.1525/si.1986.9.1.53. ISSN 0195-6086.
- Perry, Matthew Calbraith, Narrative of the expedition of an American Squadron to the China Seas and Japan, 1856. 보관됨 2017-05-19 - 웨이백 머신 New York: D. Appleton and Company. 1856. Digitized by University of Hong Kong Libraries, Digital Initiatives, "China Through Western Eyes."
- Taylor, Bayard, A visit to India, China, and Japan in the year 1853 보관됨 2016-03-11 - 웨이백 머신 New York: G.P. Putnam's Sons, 1855. Digitized by University of Hong Kong Libraries, Digital Initiatives, "China Through Western Eyes".